# An Old Raincoat Won’t Ever Let You Down
An Old Raincoat Won't Ever Let You Down – debiutancki album angielskiego piosenkarza rockowego Roda Stewart. Wydany w 1969 roku przez wytwórnię płytową Vertigo (UK) i Mercury (USA). W USA wydawnictwo nosiło tytuł The Rod Stewart Album.

## Lista utworów
Strona pierwsza
| 1. | „Street Fighting Man” (Mick Jagger, Keith Richards)           | 5:05  |
|    |                                                               |       |
| 2. | „Man of Constant Sorrow” (tradycyjne, aranżacja: Rod Stewart) | 2:31  |
|    |                                                               |       |
| 3. | „Blind Prayer” (Rod Stewart)                                  | 4:36  |
|    |                                                               |       |
| 4. | „Handbags and Gladrags” (Mike D’Abo)                          | 4:24  |
|    |                                                               |       |
|    |                                                               | 16:36 |
|    |                                                               |       |
Strona druga
| 1. | „An Old Raincoat Won’t Ever Let You Down” (Rod Stewart) | 3:04  |
|    |                                                         |       |
| 2. | „I Wouldn’t Ever Change a Thing” (Rod Stewart)          | 4:44  |
|    |                                                         |       |
| 3. | „Cindy’s Lament” (Rod Stewart)                          | 4:26  |
|    |                                                         |       |
| 4. | „Dirty Old Town” (Ewan MacColl)                         | 3:42  |
|    |                                                         |       |
|    |                                                         | 15:56 |
|    |                                                         |       |